# Dżan Bułat Kanukow

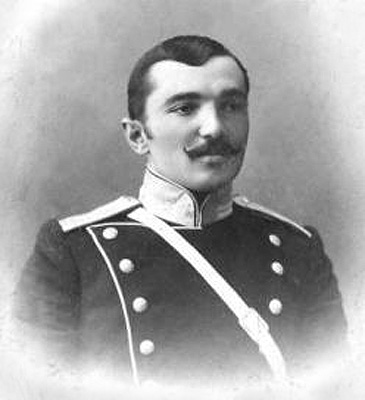

Dżan Bułat Kanukow (ur. 1875, zm. 1919) – pułkownik lotnictwa Armii Halickiej.
Wraz ze swoim synem (który zginął w walce) służył w Oddziale Lotniczym Armii Halickiej jako dowódca 2 polowej Sotni Lotniczej, stacjonującej w Krasnem, a po śmierci poprzedniego dowódcy – płk Borysa Hubera całym Oddziałem Lotniczym.
Zginął w walce powietrznej w rejonie Ozernej pod Tarnopolem.